# سانتياغو ستيفنسون
سانتياغو ستيفنسون (بالإسبانية: Santiago Stevenson)‏ هو مغني بنمي، ولد في 17 أكتوبر 1928 في بنما في بنما، وتوفي في 3 يونيو 2007.